# Pardal d'Abd al Kuri
El pardal d'Abd al Kuri (Passer hemileucus) és una espècie d'ocell de la família dels passèrids (Passeridae) endèmic de la petita illa d'Abd al-Kuri, a l'arxipèlag de Socotra.